# تایرنت

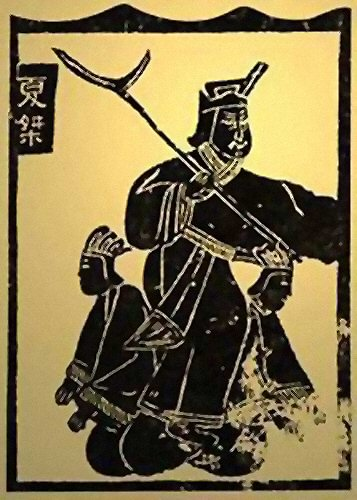
پادشاه جیه با یک نیزهٔ جی در دست، که نمایانگر ظلم و ستم است و بر روی دو زن نشسته، که نماد سوءاستفادهٔ او از قدرت است.

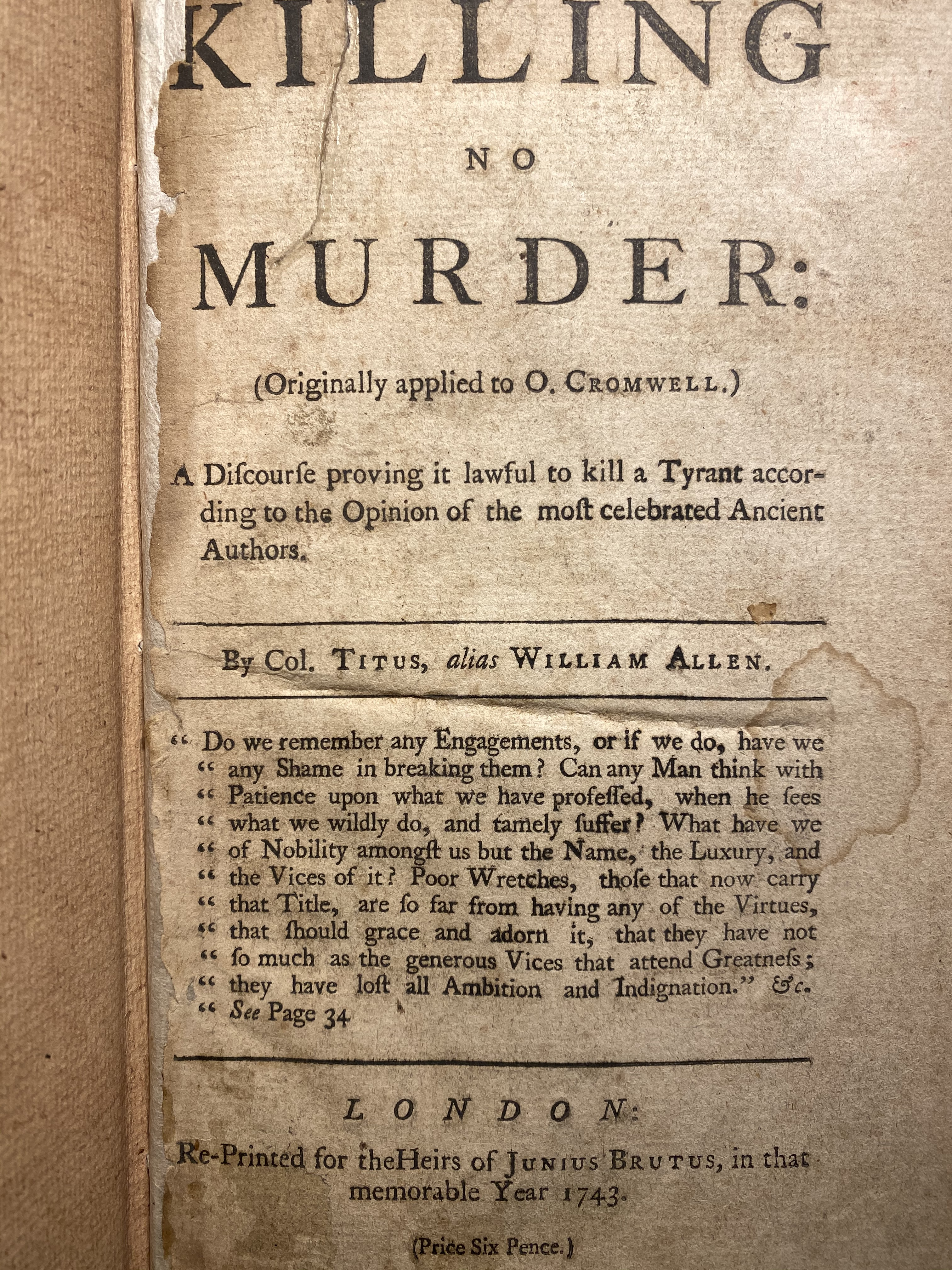
کشتن، نه قتل، صفحه اول، چاپ مجدد قرن هجدهم از یک رساله انگلیسی قرن هفدهم که با هدف توجیه و مشروعیت بخشیدن به ترور الیور کرامول نوشته شده بود.

️تایرِنت (انگلیسی: tyrant, از یونانی باستان  τύραννος (túrannos) «حاکم مطلق») در معنای مدرن انگلیسی به کسی اطلاق می‌شود که یکه‌سالار است و هیچ محدودیتی از سوی قانون برای او وجود ندارد، یا کسی است که سلطنت یک حاکمیت قانونی را غصب کرده است. تایرنت‌ها معمولاً به عنوان افرادی ظالم، مستبد و بی‌رحم نشان داده می‌شوند و ممکن است برای حفظ قدرت خود از روش‌های سرکوبگرانه استفاده کنند. واژهٔ یونانی اصلی به معنای حاکمی بود که بدون داشتن حق قانونی به قدرت می‌رسید، اما در دوره کهن و اوایل دوره کلاسیک، این واژه بار معنایی منفی نداشت و خنثی بود. با این حال، افلاطون، فیلسوف یونانی، tyrannos را نوعی منفی از حکومت می‌دانست و به دلیل تأثیر تعیین‌کننده فلسفه بر سیاست، آن را «چهارمین و بدترین اختلال در یک دولت» می‌خواند.
تایرنت‌ها فاقد «توانایی‌ای هستند که ابزار قضاوت به‌شمار می‌آید» — یعنی عقل. فرد مستبد برده است، زیرا بهترین بخش وجود او (عقل) برده است و به همین ترتیب، دولت استبدادی نیز برده است، چون آن هم فاقد عقل و نظم است.
فیلسوفان افلاطون و ارسطو، تایرنت را فردی تعریف کردند که بدون قانون حکومت می‌کند و با استفاده از روش‌های افراطی و ظالمانه بر مردم خود و دیگران فرمان می‌راند. آنسیکلوپدی این واژه را به عنوان کسی که قدرت سلطنتی را غصب کرده و «رعایای خود را قربانی احساسات و خواسته‌های ناعادلانه‌اش می‌کند، خواسته‌هایی که جایگزین قوانین می‌شوند» تعریف کرده است. در اواخر قرن پنجم و چهارم پیش از میلاد، نوع جدیدی از تایرنت به ویژه در سیسیل به وجود آمد که از حمایت ارتش برخوردار بود.
می‌توان اتهامات استبداد را به انواع مختلف حکومت‌ها نسبت داد:
- حکومت یک فرد (در یکه‌سالاری)
- حکومت اقلیتی خاص (در اُلیگارشی، استبداد اقلیتی)
- حکومت اکثریتی خاص (در دموکراسی، استبداد اکثریتی)

## واژه‌شناسی
اسم انگلیسی tyrant در زبان انگلیسی میانه از طریق زبان فرانسوی باستان از دههٔ ۱۲۹۰ میلادی وارد شده است. این کلمه از کلمه لاتین tyrannus به معنی «حاکم غیرقانونی» گرفته شده و این خود از واژه یونانی باستان τύραννος (tyrannos) به معنی «پادشاه، حاکم یک پولیس» گرفته شده است. واژه tyrannos ریشه‌ای پیشایونانی دارد، که احتمالاً از زبان لیدیایی است. پسوند -t در زبان فرانسه قدیم به خاطر ارتباط با فعل‌های حال استمراری که پسوند -ant دارند، به وجود آمده است.